# Élection présidentielle argentine de mars 1973
Les élections de mars 1973 en Argentine sont les premières élections « sans proscription des secteurs majoritaires ni limitation grave des libertés civiques » depuis 1946, date à laquelle Juan Perón avait été élu.
Elles sont le fruit de l'affaiblissement de la dictature issue de la prétendue « Révolution argentine » de 1966, qui avait suspendu toute élection sine die (les dernières, des législatives partielles, ayant eu lieu en 1965) et prétendait abolir le système des partis. À la suite de la crise du régime militaire, tant sur le plan économique et social que sur le plan politique, le général Lanusse annonça, le 1er mai 1971, le « Grand Accord National », qui aboutit à la levée de l'interdiction sur les partis politiques et, finalement, aux élections de mars 1973, après d'ardues négociations.
Cinquante-cinq pour cent des électeurs de 1973 n'avaient pas voté (ou n'étaient pas nés) lorsque Perón était au pouvoir, dans les années 1950, et ne connaissaient donc pas l'« âge d'or » du péronisme.

## Contexte
L'élection présidentielle se tient le 11 mars 1973, le mouvement péroniste ayant attiré une large coalition autour du Front justicialiste de libération nationale (FREJULI).
Si le Parti justicialiste, interdit depuis les années 1950, avait été à nouveau autorisé, Perón n'avait cependant pas le droit de se présenter en vertu d'une clause de résidence ajoutée ad hoc, la clause du mois d'août 1972, par la junte du général Lanusse, qui avait en outre instauré un scrutin à deux tours, espérant que la mise en ballotage permettrait l'union de toutes les forces anti-péronistes contre le candidat justicialiste. Les suffrages se portent donc sur son « remplaçant » Héctor José Cámpora, représentant de l'aile gauche péroniste, flanqué du conservateur Vicente Solano Lima en tant que candidat à la vice-présidence, qui est élu président avec une large majorité : 49,5 % des voix (6 millions de suffrages) contre 21,2 % (2,6 millions de voix) au candidat de l'Union civique radicale (UCR), Ricardo Balbín. Devant cette victoire péroniste massive, l'UCR abandonna l'idée d'un second tour.
Reconnaissant ses faibles chances face à la popularité du péronisme, le radical Balbín avait déclaré pendant la campagne : « celui qui gagne gouverne et celui qui perd l'aide ».
Le même jour, toutes les autorités constitutionnelles, jusqu'aux conseillers communaux, sont élus, le FREJULI l'emportant ici aussi nettement. Par le scrutin uninominal à deux tours, qui contraignent le mouvement péroniste à choisir un seul candidat, les militaires espéraient contraindre la nébuleuse péroniste à se diviser, celle-ci allant de l'extrême-gauche (une bonne partie de la Jeunesse péroniste, etc.) à l'extrême-droite (Concentración Nacional Universitaria, etc.).

### Préparation de la campagne
La campagne avait nécessité la « normalisation » du Parti justicialiste, processus à l'issue duquel non seulement celui-ci pouvait être légalisé par la dictature, mais qui impliquait aussi l'unification du Parti sous l'autorité « verticale » du général Perón. En raison des nombreuses dissensions internes au péronisme, en particulier entre la branche syndicale, représentante de l'aile droite, et la Jeunesse péroniste (JP), représentante de l'aile gauche, et promue « quatrième branche » du mouvement (aux côtés de la branche politique et de la branche féminine), cette « normalisation » s'effectua dans un climat de violence politique intense, par exemple dans toute la province de Buenos Aires, où les conflits sont particulièrement vifs à Mar del Plata, à Chivilcoy, où le syndicaliste de l'UOM (es), Luis Bianculli, ancien chauffeur de Rucci, est assassiné par la JP, ou encore dans le partido du General Pueyrredón, l'un des rares conservés par le Parti socialiste démocrate, peut-être en raison de la violence des conflits internes.

## Tableau des résultats des élections sénatoriales de mars 1973
| PARTI                                    | –                   | nombre de sièges |
| ---------------------------------------- | ------------------- | ---------------- |
| Frente Justicialista de Liberación       | FREJULI             | 44               |
| – Partido Conservador Popular            | FREJULI – ###       | 02               |
| – Parti justicialiste                    | FREJULI – PJ        | 40               |
| – Partido Popular Cristiano              | FREJULI – PPC       | 01               |
| – Frente "12 de Mayo"                    | FREJULI – Fr. 12.05 | 01               |
| Movimiento Federalista Pampeano          | MFP                 | 01               |
| Movimiento Popular Provincial (San Luis) | MPPSL               | 01               |
| Movimiento Popular Catamarqueño          | MPC                 | 01               |
| Movimiento Popular Jujeño                | MPJ                 | 01               |
| Movimiento Popular Neuquino              | MPN                 | 02               |
| Movimiento Popular Salteño               | MPS                 | 01               |
| Partido Autonomista de Corrientes        | PACo                | 01               |
| Partido Bloquista (San Juan)             | PB                  | 01               |
| Partido Demócrata de Mendoza             | PDM                 | 01               |
| Partido Demócrata Progresista            | PDP                 | 01               |
| Partido Revolucionario Cristiano         | PRC                 | 01               |
| Partido Vanguardia Federal               | PVF                 | 01               |
| Union civique radicale                   | UCR                 | 12               |
| TOTAL                                    | –                   | 69               |

## Analyse
Le mouvement péroniste est, en 1973, comme en 1946, particulièrement présent, en nombre de voix, dans les provinces de Buenos Aires, en particulier dans la « ceinture ouvrière » du Grand Buenos Aires, touché par l'augmentation du chômage, et de Santa Fe, ainsi que dans les provinces du Nord, limitrophes de la Bolivie et du Paraguay, essentiellement rurales, sinon « sous-développées », et affectées par le chômage en raison - dans la province de Tucumán - de la monoculture sucrière et de la surproduction. Il est plus faible dans la ville même de Buenos Aires, ce qui était déjà le cas en 1946, bien que l'aspect fasciste du candidat du FREJULI, Marcelo Sánchez Sorondo, expliquerait en partie sa défaite, lors du ballotage, face au candidat radical Fernando de la Rúa,,. Cámpora obtient cependant aussi de bons résultats dans les quartiers huppés de Vicente López (39,9 % des voix) et de San Isidro (47,2 % des voix).
46 des 145 députés nationaux et 8 des 37 gouverneurs ou vice-gouverneurs élus du FREJULI étaient syndicalistes. La province de Buenos Aires est remporté par le péroniste de gauche Oscar Bidegain.
Par ailleurs, ces élections sont marquées par la disparition de l'antipéronisme de gauche, les organisations de la gauche non péroniste, du Frente de izquierda popular (trotskyste) à l'Alianza Popular Revolucionaria (es) (Parti intransigeant, Parti communiste, etc.), appelant à voter au second tour, sauf exception (par exemple à Buenos Aires, où se présente l'anticommuniste Sánchez Sorondo) pour le candidat du FREJULI.
L'Alliance populaire révolutionnaire était arrivée quatrième pour la présidentielle, son candidat, Oscar Alende (PI), accompagné d'Horacio Sueldo (Parti révolutionnaire chrétien) en tant que candidat à la vice-présidence, obtenant 7,43 % des voix. Alende, Sueldo, Eduardo Traboulsi, Carlos Auyero et quelques autres parviennent à se faire élire députés.

## Suites
Campora démissionne en juillet 1973 afin de laisser la place au général Perón, revenu au pays en juin après 18 ans d'exil. De fête espérée, son retour se transforme en tragédie, avec le massacre d'Ezeiza durant lequel l'extrême-droite péroniste tire sur la foule réunie pour accueillir le caudillo.
Après la démission de Cámpora, les secteurs péronistes et radicaux tentent de promouvoir un ticket Perón-Balbín pour la présidentielle, mais cela suscite trop d'opposition, tant au sein du Parti justicialiste (nouvellement autorisé) que de l'UCR. Balbín se présente alors avec comme colistier le jeune Fernando de la Rúa, mais les radicaux n'obtiennent le 23 septembre 1973 que 21 % des voix, contre 61,85 % pour le général Perón, avec son épouse Isabel Martínez de Perón comme vice-présidente. Deux jours après les élections, José Ignacio Rucci, représentant de la droite péroniste et siégeant au Conseil national du Parti justicialiste, fut assassiné.
Ce dernier prend rapidement ses distances avec l'aile gauche péroniste, notamment avec la Jeunesse péroniste, tandis que l'influence de l'extrême-droite péroniste, et de José López Rega, s'accroît de façon importante au sein du Parti justicialiste. Après la mort de Perón, le 1er juillet 1974, c'est Balbín lui-même qui prononce l'oraison funèbre, qui s'achève sur les mots: « Ce vieil adversaire salue un ami ».